# Parafia Podwyższenia Krzyża Świętego i św. Franciszka w Malni

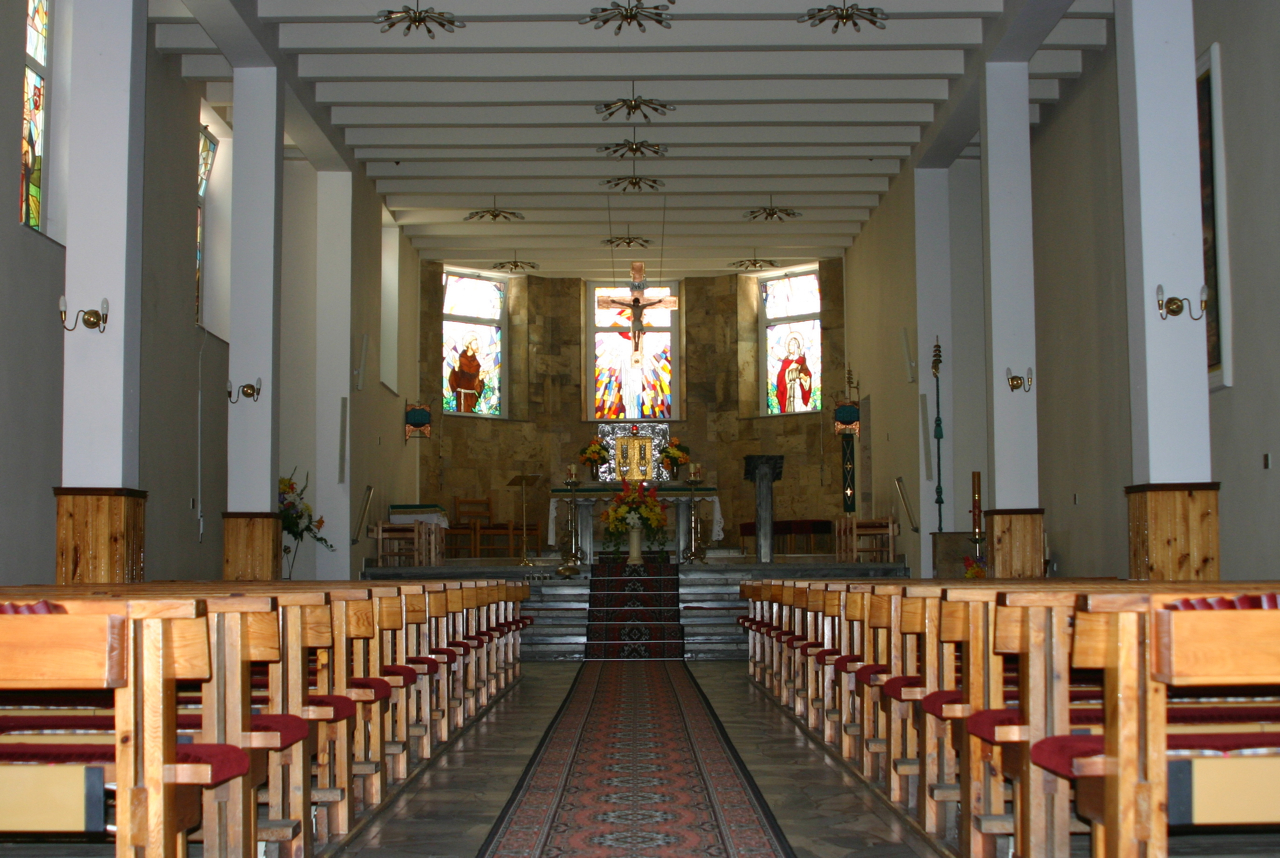
Wnętrze kościoła Podwyższenia Krzyża Świętego w Malni – tzw. dolny kościół (2010)

Parafia Podwyższenia Krzyża Świętego i świętego Franciszka w Malni – parafia rzymskokatolicka, znajdująca się w diecezji opolskiej, w dekanacie Kamień Śląski.